# Copa Centro-Oeste 2002
Die Copa Centro-Oeste 2002 war ein brasilianischer Fußballwettbewerb der zum vierten und letzten Mal ausgetragen wurde. Er wurde vom nationalen Verband CBF organisiert und fand vom 19. Januar bis 11. Mai 2002 statt.
Das Turnier war eines von mehreren regionalen Turnieren. Es diente der Ermittlung eines Teilnehmers für die Copa dos Campeões (CBF). Der Sieger aus diesem Wettbewerb qualifizierte sich für die Teilnahme am wichtigsten südamerikanischen Turnier im Fußball der Copa Libertadores 2003.
In den Vorjahren traten die acht Teilnehmer in zwei Gruppen gegeneinander an und die zwei besten einer Gruppe zogen ins Halbfinale ein. In der 2002er Austragung spielten alle Klubs in einer Gruppe in Hin- und Rückspiel gegeneinander an. Die vier Tabellenbesten zogen ins Halbfinale ein. Hier traf der Tabellenerste auf den Vierten und der Zweite auf den Dritten. Wieder in Hin- und Rückspiel wurden die Finalteilnehmer ermittelt, welche den Sieger auch in zwei Spielen ermittelten.

## Teilnehmer
Die acht Teilnehmer kamen aus den Bundesstaaten Distrito Federal do Brasil, Espírito Santo, Goiás, Mato Grosso, Mato Grosso do Sul, und Tocantins.
Die Teilnehmer waren:
| Bundesstaat        | Klub              |
| ------------------ | ----------------- |
| Distrito Federal   | Brasiliense FC    |
| Distrito Federal   | SE Gama           |
| Espírito Santo     | SD Serra FC       |
| Goiás              | Goiás EC          |
| Goiás              | Vila Nova FC      |
| Mato Grosso        | SER Juventude     |
| Mato Grosso do Sul | EC Comercial (MS) |
| Tocantins          | Palmas FR         |

## Gruppenphase
| Pl. | Verein         | Sp. | S  | U | N | Tore    | Diff. | Punkte |
| --- | -------------- | --- | -- | - | - | ------- | ----- | ------ |
| 1.  | Goiás EC       | 14  | 10 | 2 | 2 | 032:160 | +16   | 32     |
| 2.  | SE Gama        | 14  | 9  | 3 | 2 | 027:900 | +18   | 30     |
| 3.  | EC Comercial   | 14  | 6  | 3 | 5 | 019:190 | ±0    | 21     |
| 4.  | Vila Nova FC   | 14  | 5  | 6 | 3 | 028:250 | +3    | 21     |
| 5.  | Brasiliense FC | 14  | 5  | 1 | 8 | 022:180 | +4    | 16     |
| 6.  | SER Juventude  | 14  | 4  | 2 | 8 | 019:320 | −13   | 14     |
| 7.  | Palmas FR      | 14  | 4  | 2 | 8 | 018:310 | −13   | 14     |
| 8.  | SD Serra FC    | 14  | 2  | 3 | 9 | 019:340 | −15   | 09     |

|  | Qualifiziert für das Halbfinale |

| Spiel        | Datum       | Stadion           | Heimmannschaft | Ergebnis | Gastmannschaft |
| ------------ | ----------- | ----------------- | -------------- | -------- | -------------- |
| 1. Spieltag  | 19. Januar  | Serra Dourada     | Goiás EC       | 0:0      | EC Comercial   |
| 1. Spieltag  | 19. Januar  | Boca do Jacaré    | Brasiliense FC | 0:0      | Palmas FR      |
| 1. Spieltag  | 19. Januar  | Estádio Asa Delta | SER Juventude  | 1:6      | SE Gama        |
| 1. Spieltag  | 19. Januar  | Robertão          | SD Serra FC    | 5:0      | Vila Nova FC   |
| 2. Spieltag  | 26. Januar  | Morenão           | EC Comercial   | 1:0      | Brasiliense FC |
| 2. Spieltag  | 26. Januar  | Nilton Santos     | Palmas FR      | 0:3      | Goiás EC       |
| 2. Spieltag  | 26. Januar  | Bezerrão          | SE Gama        | 2:0      | SD Serra FC    |
| 2. Spieltag  | 26. Januar  | Serra Dourada     | Vila Nova FC   | 3:1      | SER Juventude  |
| 3. Spieltag  | 2. Februar  | Serra Dourada     | Goiás EC       | 2:1      | SE Gama        |
| 3. Spieltag  | 2. Februar  | Boca do Jacaré    | Brasiliense FC | 4:5      | Vila Nova FC   |
| 3. Spieltag  | 2. Februar  | Estádio Asa Delta | SER Juventude  | 4:2      | Palmas FR      |
| 3. Spieltag  | 2. Februar  | Robertão          | SD Serra FC    | 1:2      | EC Comercial   |
| 4. Spieltag  | 9. Februar  | Morenão           | EC Comercial   | 2:0      | SER Juventude  |
| 4. Spieltag  | 9. Februar  | Nilton Santos     | Palmas FR      | 1:0      | SD Serra FC    |
| 4. Spieltag  | 9. Februar  | Bezerrão          | SE Gama        | 1:0      | Brasiliense FC |
| 4. Spieltag  | 9. Februar  | Serra Dourada     | Vila Nova FC   | 2:3      | Goiás EC       |
| 5. Spieltag  | 16. Februar | Serra Dourada     | Goiás EC       | 1:0      | SER Juventude  |
| 5. Spieltag  | 16. Februar | Bezerrão          | SE Gama        | 2:0      | Palmas FR      |
| 5. Spieltag  | 16. Februar | Morenão           | EC Comercial   | 1:1      | Vila Nova FC   |
| 5. Spieltag  | 16. Februar | Robertão          | SD Serra FC    | 1:3      | Brasiliense FC |
| 6. Spieltag  | 23. Februar | Boca do Jacaré    | Brasiliense FC | 0:1      | Goiás EC       |
| 6. Spieltag  | 23. Februar | Serra Dourada     | Vila Nova FC   | 0:0      | SE Gama        |
| 6. Spieltag  | 23. Februar | Estádio Asa Delta | SER Juventude  | 1:1      | SD Serra FC    |
| 6. Spieltag  | 24. Februar | Nilton Santos     | Palmas FR      | 2:1      | EC Comercial   |
| 7. Spieltag  | 2. März     | Serra Dourada     | Goiás EC       | 9:0      | SD Serra FC    |
| 7. Spieltag  | 2. März     | Nilton Santos     | Palmas FR      | 4:4      | Vila Nova FC   |
| 7. Spieltag  | 2. März     | Morenão           | EC Comercial   | 2:2      | SE Gama        |
| 7. Spieltag  | 2. März     | Bezerrão          | Brasiliense FC | 3:1      | SER Juventude  |
| 8. Spieltag  | 9. März     | Robertão          | SD Serra FC    | 2:3      | Goiás EC       |
| 8. Spieltag  | 9. März     | Serra Dourada     | Vila Nova FC   | 6:1      | Palmas FR      |
| 8. Spieltag  | 9. März     | Estádio Asa Delta | SER Juventude  | 2:0      | Brasiliense FC |
| 8. Spieltag  | 9. März     | Bezerrão          | SE Gama        | 1:0      | EC Comercial   |
| 9. Spieltag  | 16. März    | Serra Dourada     | Goiás EC       | 1:3      | Brasiliense FC |
| 9. Spieltag  | 16. März    | Bezerrão          | SE Gama        | 0:0      | Vila Nova FC   |
| 9. Spieltag  | 16. März    | Morenão           | EC Comercial   | 2:1      | Palmas FR      |
| 9. Spieltag  | 16. März    | Robertão          | SD Serra FC    | 3:3      | SER Juventude  |
| 10. Spieltag | 20. März    | Nilton Santos     | Palmas FR      | 3:2      | SE Gama        |
| 10. Spieltag | 20. März    | Serra Dourada     | Vila Nova FC   | 1:2      | EC Comercial   |
| 10. Spieltag | 20. März    | Estádio Asa Delta | SER Juventude  | 0:3      | Goiás EC       |
| 10. Spieltag | 20. März    | Boca do Jacaré    | Brasiliense FC | 3:0      | SD Serra FC    |
| 11. Spieltag | 23. März    | Serra Dourada     | Goiás EC       | 1:1      | Vila Nova FC   |
| 11. Spieltag | 23. März    | Boca do Jacaré    | Brasiliense FC | 0:1      | SE Gama        |
| 11. Spieltag | 23. März    | Estádio Asa Delta | SER Juventude  | 2:1      | EC Comercial   |
| 11. Spieltag | 23. März    | Robertão          | SD Serra FC    | 3:1      | Palmas FR      |
| 12. Spieltag | 30. März    | Serra Dourada     | Vila Nova FC   | 2:1      | Brasiliense FC |
| 12. Spieltag | 30. März    | Bezerrão          | SE Gama        | 4:0      | Goiás EC       |
| 12. Spieltag | 30. März    | Morenão           | EC Comercial   | 3:1      | SD Serra FC    |
| 12. Spieltag | 30. März    | Nilton Santos     | Palmas FR      | 1:2      | SER Juventude  |
| 13. Spieltag | 6. April    | Serra Dourada     | Goiás EC       | 2:1      | Palmas FR      |
| 13. Spieltag | 6. April    | Boca do Jacaré    | Brasiliense FC | 4:0      | EC Comercial   |
| 13. Spieltag | 6. April    | Estádio Asa Delta | SER Juventude  | 3:1      | Vila Nova FC   |
| 13. Spieltag | 6. April    | Robertão          | SD Serra FC    | 1:2      | SE Gama        |
| 14. Spieltag | 13. April   | Serra Dourada     | Vila Nova FC   | 1:1      | SD Serra FC    |
| 14. Spieltag | 13. April   | Bezerrão          | SE Gama        | 3:0      | SER Juventude  |
| 14. Spieltag | 13. April   | Morenão           | EC Comercial   | 2:3      | Goiás EC       |
| 14. Spieltag | 13. April   | Nilton Santos     | Palmas FR      | 3:1      | Brasiliense FC |

## Finalrunde

### Turnierplan
|  | Halbfinale                 | Halbfinale   | Halbfinale | Halbfinale | Halbfinale |  |  | Finale                     | Finale   | Finale | Finale | Finale |
|  |                            |              |            |            |            |  |  |                            |          |        |        |        |
|  |                            |              |            |            |            |  |  |                            |          |        |        |        |
|  | Goiás                      | Vila Nova FC | 1          | 3          | 4          |  |  |                            |          |        |        |        |
|  | Goiás                      | Goiás EC     | 0          | 4          | 4          |  |  |                            |          |        |        |        |
|  |                            |              |            |            |            |  |  | Goiás                      | Goiás EC | 2      | 3      | 5      |
|  |                            |              |            |            |            |  |  | Distrito Federal do Brasil | SE Gama  | 3      | 0      | 4      |
|  | Mato Grosso do Sul         | EC Comercial | 0          | 2          | 2          |  |  |                            |          |        |        |        |
|  | Distrito Federal do Brasil | SE Gama      | 4          | 2          | 6          |  |  |                            |          |        |        |        |
|  |                            |              |            |            |            |  |  |                            |          |        |        |        |

### Halbfinale

#### Hinrunde
| Paarung  | Vila Nova FC – Goiás EC        |
| Ergebnis | 1:0                            |
| Datum    | 21. April 2002                 |
| Stadion  | Estádio Serra Dourada, Goiânia |
| Tore     | Anderson Marabá                |

| Paarung  | EC Comercial – SE Gama      |
| Ergebnis | 0:4                         |
| Datum    | 21. April 2002              |
| Stadion  | Morenão, Campo Grande       |
| Tore     | Dimba (2), Romualdo, Gérson |

#### Rückrunde
| Paarung  | Goiás EC – Vila Nova FC                                                 |
| Ergebnis | 4:3                                                                     |
| Datum    | 28. April 2002                                                          |
| Stadion  | Estádio Serra Dourada, Goiânia                                          |
| Tore     | Neném, Marquinhos, Kleyr, Araújo (GOI) Anderson Marabá (2), Athos (VNO) |

Aufgrund des besseren Abschneidens in der Gruppenphase wurde Goiás zum Sieger erklärt.

| Paarung  | SE Gama – EC Comercial                                |
| Ergebnis | 2:2                                                   |
| Datum    | 28. April 2002                                        |
| Stadion  | Bezerrão, Gama                                        |
| Tore     | Rubens, Rodriguinho (GAM) Tainha, Márcio Vieira (COM) |

### Finale

#### Hinspiel
| SE Gama                                             | SE Gama | Goiás EC | Goiás EC |
| --------------------------------------------------- | --- | --- | -------- |
| SE Gama                                             | \| 5. Mai 2002 in Gama (Bezerrão) \| \| Ergebnis: 3:2 (2:1) \| \| Zuschauer: 7.800 \| \| Schiedsrichter: Álvaro Azeredo Quelhas Minas Gerais \|                                                                     | \| 5. Mai 2002 in Gama (Bezerrão) \| \| Ergebnis: 3:2 (2:1) \| \| Zuschauer: 7.800 \| \| Schiedsrichter: Álvaro Azeredo Quelhas Minas Gerais \|                                  | Goiás EC |
| SE Gama                                             | Fábio Noronha – Wilson Goiano, Nen, Emerson, Rochinha – Deda, Charles Baiano , Wesley , Anderson Barbosa – Romualdo Dantas , Dimba Reserve Rodriguinho Belchior , Abimael , Jefferson Cheftrainer: Sérgio Alexandre | Harlei – Jonathan, Renato, Milton do Ó, Marquinhos Caruaru – Josué, Marabá, Danilo – Luciano Fonseca, Kleyr , Araújo Reserve Rodrigo Zeferino Cheftrainer: Edinho Nazareth Filho | Goiás EC |
| SE Gama                                             | 1:1 21′ (Strafstoß) Anderson Barbosa 2:1 43′ Dimba 3:1 84′ Dimba | 0:1 15′ Kleyr 3:2 84′ Marquinhos Caruaru | Goiás EC |
| SE Gama                                             | Charles Baiano, Dimba, Anderson Barbosa | Josué, Milton do Ó | Goiás EC |
| 5. Mai 2002 in Gama (Bezerrão)                      | | |          |
| Ergebnis: 3:2 (2:1)                                 | | |          |
| Zuschauer: 7.800                                    | | |          |
| Schiedsrichter: Álvaro Azeredo Quelhas Minas Gerais | | |          |

#### Rückspiel
| Goiás EC                                              | Goiás EC | SE Gama | SE Gama |
| ----------------------------------------------------- | --- | --- | ------- |
| Goiás EC                                              | \| 11. Mai 2002 in Goiânia (Estádio Serra Dourada) \| \| Ergebnis: 3:0 (1:0) \| \| Schiedsrichter: Edílson Pereira de Carvalho São Paulo \|                                                | \| 11. Mai 2002 in Goiânia (Estádio Serra Dourada) \| \| Ergebnis: 3:0 (1:0) \| \| Schiedsrichter: Edílson Pereira de Carvalho São Paulo \|                                                            | SE Gama |
| Goiás EC                                              | Harlei – Neném , Renato, Milton do Ó, Marquinhos Caruaru – Josué, Marabá, Danilo – Luciano Fonseca , Kleyr, Araújo Reserve Rodrigo Zeferino , Zé Carlos Cheftrainer: Edinho Nazareth Filho | Fábio Noronha – Wilson Goiano , Gérson, Jairo Araújo, Rochinha – Deda, Nen, Wesley, Jefferson – Romualdo Dantas, Anderson Barbosa Reserve Rodriguinho Belchior , Abimael Cheftrainer: Sérgio Alexandre | SE Gama |
| Goiás EC                                              | 1:0 25′ Kleyr 2:0 64′ Josué 3:0 74′ Zé Carlos | | SE Gama |
| Goiás EC                                              | Neném, Marquinhos Caruaru, Rodrigo Zeferino | Deda, Wesley | SE Gama |
| Goiás EC                                              | Gérson, Rochinha | | SE Gama |
| 11. Mai 2002 in Goiânia (Estádio Serra Dourada)       | | |         |
| Ergebnis: 3:0 (1:0)                                   | | |         |
| Schiedsrichter: Edílson Pereira de Carvalho São Paulo | | |         |

## Torschützenliste
| Pl. | Nat.        | Spieler          | Klub              | Tore |
| --- | ----------- | ---------------- | ----------------- | ---- |
| 1   | Brasilianer | Dimba            | SE Gama           | 15   |
| 2   | Brasilianer | Araújo           | Goiás EC          | 12   |
| 3   | Brasilianer | Anderson Barbosa | SE Gama           | 9    |
| 4   | Brasilianer | Tainha           | EC Comercial (MS) | 8    |